# Conciertos Italia '92
Conciertos Italia '92 es un álbum en directo de la banda chilena Inti-Illimani, publicado en 1992 y grabado en una gira por Italia entre agosto y septiembre de 1992, en el país que los acogió durante su exilio durante la dictadura militar de Chile. Es además el tercer álbum en directo oficial de la agrupación contando Sing to Me the Dream, interpretado en conjunto con Holly Near.
La supuesta discográfica Picaflor en realidad no existe como sello, y es el único álbum que se registra bajo ese nombre. El álbum fue grabado con el consentimiento de la banda, pero sin ningún tipo de edición en estudio.
El álbum contiene temas hasta entonces inéditos, que sólo aparecerían grabados en estudio al año siguiente, en su álbum Andadas.

## Lista de canciones
| Conciertos Italia '92 |                                       |                                      |          |  |
| N.º                   | Título                                | Escritor(es)                         | Duración |  |
| 1.                    | «Crónicas de una ausencia»            | Horacio Salinas                      | 6:58     |  |
| 2.                    | «La fiesta de la Tirana»              | popular chilena                      | 3:16     |  |
| 3.                    | «Presentazione 1»                     |                                      | 1:11     |  |
| 4.                    | «Cueca de la ausencia»                | Eugenio Llona, Horacio Salinas       | 3:34     |  |
| 5.                    | «Run-Run se fue pa'l norte»           | Violeta Parra                        | 4:37     |  |
| 6.                    | «Tinku»                               | popular boliviana                    | 3:07     |  |
| 7.                    | «Mulata»                              | Nicolás Guillén, Horacio Salinas     | 5:00     |  |
| 8.                    | «Presentazione 2»                     |                                      | 1:45     |  |
| 9.                    | «Canna austina - Tarantella del '600» | Roberto de Simone - popular italiana | 9:05     |  |
| 10.                   | «America novia mía»                   | Patricio Manns                       | 3:31     |  |
| 11.                   | «Tata San Juan»                       | tradicional, Eugenio Challapa        | 4:10     |  |
| 12.                   | «Cinque terre» (o «Bajo el agua»)     | Horacio Salinas                      | 4:02     |  |
| 13.                   | «Danza di calaluna»                   | Horacio Salinas                      | 5:20     |  |
| 14.                   | «Cándidos»                            | Eugenio Llona, José Seves            | 4:23     |  |
| 15.                   | «El guarapo y la melcocha»            | tradicional, Eduardo Saborit         | 5:13     |  |
| 16.                   | «Fiesta de San Benito»                | popular boliviana                    | 5:07     |  |
| 1:10:26               |                                       |                                      |          |  |

## Créditos
Inti-Illimani
- Max Berrú
- Jorge Coulón
- Marcelo Coulón
- Horacio Durán
- Renato Freyggang
- Horacio Salinas
- José Seves